# Rashid Rida

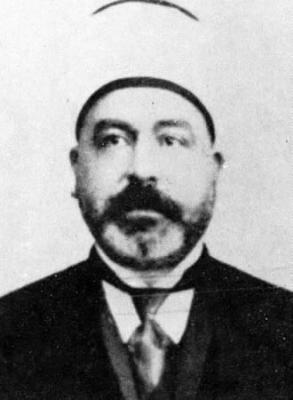
Mohammed Rachid Rida

Muhammad Rashid Rida(Árabe: محمد رشيد رضا, romanizado: Muḥammad Rashīd Riḍā) (23 de septiembre de 1865 -22 de agosto de 1935) fue un intelectual y reformista salafista islámico sirio, influenciado principalmente por las ideas de Jamal al-Din al-Afghani y Muhammad Abduh. Se le considera padre del salafismo contemporáneo y del neo-hanbalismo.

## Biografía
Nacido en al-Qalamūn, un pueblo cerca de Trípoli (Líbano), en 1865, Riḍā pertenecía a una familia religiosa suní que afirmaba su parentesco con los descendientes del Profeta. En sus años de juventud, estuvo profundamente involucrado en la Orden Naqshabandī Ṣūfī. En el círculo de Sheikh Maḥmūd Nashshāba de Trípoli (1813-1890), Riḍā leyó la colección Ḥadīth de al-ʾArbaʿīn al-Nawawiyya, y obtuvo su ʾijāza (diploma) en el campo de las tradiciones proféticas. El conocido erudito musulmán Sheikh Ḥusayn al-Jisr (1845-1909), fundador de la Escuela Nacional Islámica de Trípoli, le extendió otra ʾijāza que lo certificaba para enseñar y transmitir conocimientos religiosos. En la escuela de al-Jisr, se hizo hincapié en la combinación entre la educación religiosa y las ciencias modernas, especialmente las matemáticas, las ciencias naturales, el francés, junto con el árabe y el turco. Mientras tanto, el tío de Riḍā, Muḥammad Kāmil Ibn Muḥammad (1843-1939), le enseñó árabe y tuvo gran impacto en sus conocimientos religiosos.
Todo esto desencadenaría una serie de disputas ideológicas como la que se inició con Ernest Renan y Al-Afghani, debido a las tesis planteadas por el primero en su conferencia en la Sorbona en marzo de 1883, donde afirmaba que "el islamismo es contrario al espíritu científico". Ésta es una muestra del pensamiento occidental que claramente no compartía Riḍā, quien ante afirmaciones de ese tipo respondía con que "los males de los musulmanes no pueden ser imputados a su religión, sino a las innovaciones que ellos han introducido, y al hecho de que llevan el Islam como una piel puesta al revés".
Riḍā fue un ardiente lector de la revista antiimperialista y panislamista al-'Urwa al wuthqa ('El lazo indisoluble') fundada en París en 1883 por Muhammad Abduh, que había huido de Egipto tras la ocupación británica, y por al-Afghani, y que gracias a un financiero tunecino se pudo distribuir gratuitamente en todo el mundo musulmán —clandestinamente en los territorios controlados por las potencias europeas—. Rashid Rida afirmó que cuando leyó sus artículos sobre 'el llamamiento al panislamismo, al retorno de la gloria, del poderío y del prestigio del islam, a la recuperación de todo lo que el islam poseía antiguamente, y a la liberación de su pueblo de la dominación extranjera", se sintió 'tan impresionado que entré en una nueva fase de mi vida'. De hecho Rashid Rida continuó con la obra de Al Afghani mediante la publicación entre 1898 y 1935 de una revista titulada al-Manar ('La almenara'), que llevó las ideas antiimperialistas y panislamistas del maestro hasta los últimos confines donde hubiera comunidades musulmanas.
Con la fundación de su revista Al-Manar en 1895 en El Cairo, considerada como una tribuna reformista, difundió tesis y pensamientos tales como la Reforma Legal, el estudio de la Fatwa, su constante crítica al sufismo y la idea de establecer un nuevo califato siguiendo como modelo el "Estado de Medina" entre otras. El ejemplo político, social y religioso perfecto lo encontramos en el Gobierno de Mahoma en Medina, donde todos se ajustaban a la voluntad de Dios personificada en su Enviado, líder religioso y político de manera indisoluble.
Muhammad Rashid murió el 22 de agosto de 1935 en Egipto.

## Activismo político
Tras la revolución de los Jóvenes Turcos en 1908, Riḍā volvió a su patria, Siria, y abrió una campaña de propaganda a favor de unidad entre árabes y turcos en el Imperio Otomano. Al año siguiente viajó a Estambul con dos objetivos: recaudar fondos para su escuela misionera islámica y para ayudar a mejorar las relaciones árabe-turcas. Falló en ambos. En 1910, después de un año en Estambul, llegó a la triste conclusión de que los Jóvenes Turcos se estaban burlando de él. Después de eso, Riḍā ya no tenía fe en el Imperio Otomano. E. Tauber dividió el activismo político de Riḍā en los años anteriores a la Primera Guerra Mundial en dos: actividad abierta y actividad secreta. La primera se centró en su escuela islámica misionera antes mencionada. La actividad secreta se expresó en el establecimiento de la "Sociedad de la Asociación Árabe". Vio la Gran Guerra como una oportunidad para que los árabes lanzaran una revuelta contra los otomanos y liberar a sus países del yugo del Imperio.
También trató de persuadir al Departamento de Inteligencia británico en El Cairo de la influencia que tenía la Asociación Árabe en los oficiales árabes del ejército otomano y de la voluntad de los oficiales de rebelarse contra sus comandantes turcos y alemanes. Su actitud hacia los británicos siempre fue reservada por sus sospechas y sus ambiciones con respecto a los países árabes.
En ese momento Riḍā desarrolló un sentimiento antihashemita especialmente después de que el rey Ḥusayn rechazara su plan para la unión árabe. Por lo tanto, Riḍā se acercó más a la familia real saudita y su resurgimiento de las ideas wahhābīes, cuyas ideas él consideraba las más cercanas a sus puntos de vista salafíes. También creía que Ibn Saʿūd era la única persona capaz de expulsar al rey Ḥusayn del Ḥijāz. Riḍā enfatizó a Ibn Saʿūd la necesidad de llegar a una alianza entre los gobernantes de la península arábiga para fortalecer el poder político de los árabes. Se acercó al Imam Yaḥyā de Yemen y al-Sayyid al-Idrīsī de ʿAsīr. La guerra impidió la continuación de los contactos con Yaḥyā y al-Idrīsī. En 1912, Riḍā había ido a la India en una gira de conferencias y, en su camino de regreso a Egipto, pasó por Kuwait y Mascate y estableció contactos con líderes árabes allí, tratando de persuadirlos de la necesidad de establecer un estado árabe independiente. Su temor de que las provincias árabes del Imperio Otomano cayeran en manos de las potencias imperialistas europeas fue otro motivo importante detrás de su establecimiento de la Asociación Árabe. Su miedo aumentó tras la derrota del Imperio por los italianos en Libia (1911) y su derrota en la Guerra de los Balcanes (1912-1913). 
Riḍā recapituló el concepto de sunnismo dentro del marco del hanbalismo. Esto lo llevó a apoyar fervientemente el resurgimiento del wahabismo en Arabia Central. Lo que lo atrajo en sus doctrinas fue su llamado al islam prístino y el rechazo total de la santidad y las supersticiones. A Riḍā no le gustó el desarrollo posterior del pensamiento y la práctica mística en el islam suní. Con frecuencia atacaba lo que consideraba los "peligros espirituales" del misticismo excesivo. Estas prácticas dentro de tales órdenes místicas podrían llevar al descuido de las formas de adoración indicadas en el Corán y la Sunna. La negligencia de los deberes religiosos por parte de esos sufies podría llevar, en la mente de Riḍā, a la debilidad de la sociedad islámica y a la corrupción de la Umma al enseñar que el islam es una religión de sumisión pasiva.
Como se evidencia en su incesante marea de escritos, Riḍā dio mucha importancia a la lucha contra el estado de estancamiento entre los musulmanes, y la defensa al islam contra sus oponentes. Se esforzó por lograr la reforma en el mundo musulmán y, al mismo tiempo, preservó su identidad y cultura. Como reformista musulmán, Riḍā no solo tiene importancia histórica, sino que también sigue ejerciendo una influencia abierta en el pensamiento musulmán moderno. Su diario, que comenzó como un proyecto privado, marcó el camino para que muchos pensadores musulmanes posteriores desarrollaran sus ideas sobre muchos temas políticos, sociales y religiosos. Por ejemplo, el activismo religioso y la carrera ideológica de Ḥasan al-Bannā (1904-1949), el fundador del movimiento de los Hermanos Musulmanes tiene sus raíces en el pensamiento religioso de Riḍā.
Al-Bannā también intentó extender el trabajo de Riḍā continuando con al-Manār después de la muerte de este último en 1935.

## Historia
En sus estudios se ve reflejada la preocupación que se tenía en la época por el "atraso islámico" (concretamente a finales del siglo XIX e inicios del XX) a causa de la influencia del colonialismo europeo occidental, también por la manera ideal de adaptar el Islam a la modernidad sin olvidar su tradición, una corriente de pensamiento que tendría gran auge en la primera parte del siglo XX.
Como estudioso y mufti de la "impresión", Riḍā pudo llegar a lectores de todo el mundo a través de sus obras de construcción de comunidades; y ocupar una posición muy destacada en la vida intelectual musulmana moderna a finales del siglo XIX y principios del XX.
La información biográfica sobre él se toma principalmente de su autobiografía, que publicó más de treinta años después de su migración a Egipto. La famosa biografía de Muḥammad ʿAbduh (1849-1905), Tārīkh al-ʾUstādh al-ʾImām, también se marca como una de las fuentes importantes para su vida. Al escribir este trabajo, Riḍā no solo escribió la historia de su maestro, sino también sintió como si estuviera escribiendo la suya propia. A través de su diario, Riḍā afirmó ser el órgano y difusor de las ideas reformistas de ʿAbduh, un hombre de importancia en su vida. Después de la muerte de ʿAbduh, Riḍā se estableció como un heredero principal de su movimiento reformista al hacerse cargo del comentario del Corán conocido como Tafsīr al-Manār, que ʿAbduh había empezado. El impacto de ‘Abduh en los pensamientos de Riḍā se nota en sus escritos, especialmente los escritos antes de la muerte de Abduh. De diversas maneras, asimiló ideas análogas a las de su mentor y estuvo muy involucrado en las vigorosas defensas de su maestro contra las calumnias lanzadas sobre el islam.